# Samuel Phillips Huntington
|  | Aquest article tracta sobre el sociòleg nord-americà. Vegeu-ne altres significats a «Samuel Huntington (desambiguació)». |

Samuel Phillips Huntington (Ciutat de Nova York, 1927 – Martha's Vineyard, 2008) fou un professor de Ciències Polítiques de la Universitat Harvard conegut per la seva anàlisi de les relacions existents entre el govern civil i militar, la seva investigació sobre els cops d'estat en països del Tercer Món i la seva tesi sobre els conflictes socials futurs. Ha estat membre del Consell de Seguretat Nacional de la Casa Blanca, la Presidential Task Force on International Development, la Commission on the United States-Latin American Relationships i la Comission on Integrated Long Term Strategy.

## Biografia
Huntington va néixer el 18 d'abril de 1927 a Ciutat de Nova York, a l'estat homònim dels Estats Units. Es graduà amb distinció a l'edat de 18 anys per la Universitat Yale, serví a l'exèrcit estatunidenc, obtingué el grau de màster per la Universitat de Chicago, i completà el doctorat a la Universitat Harvard, on començà a impartir classes a l'edat de 23 anys. Fou membre del departament de Govern de Harvard des de 1950 fins al dia de la seva mort.
El seu primer llibre important, The Soldier and the State: The Theory and Politics of Civil-Military Relations (1957), desencadenà una gran controvèrsia quan es publicà, però actualment és considerat com el llibre més influent de les relacions civil-militars dels Estats Units. Esdevingué famós amb Political Order in Changing Societies (1968), un treball que qüestionava el punt de vista dels teòrics moderns que sosté que el progrés econòmic i social produeix democràcies estables en països recentment descolonitzats. Com a conseller del Departament d'Estat dels EUA durant el mandat de Lyndon B. Johnson, i tal com publicà en un article de l'any 1968 a la revista Foreign Affairs, era partidari dels bombardeigs sobre la població rural de Vietnam del Sud per tal de fer-la desplaçar cap a les ciutats, i així deixar aïllada la guerrilla del Viet Cong. Va ser coautor de l'informe The Crisis of Democracy: On the Governability of Democracies, publicat l'any 1976 per la Comissió Trilateral. Durant el 1977 i el 1978 amb l'administració de Jimmy Carter, fou el coordinador del Pla de Seguretat de la Casa Blanca per al Consell de Seguretat Nacional.
Morí el 24 de desembre de 2008 a la localitat de Martha's Vineyard, a l'estat de Massachusetts, quan tenia 81 anys. Deixà vídua Nancy Arkelyan, amb qui estigué casat durant 51 anys, i els seus dos fills Nicholas Phillips i Timothy Mayo.

## Polèmiques
Al seu llibre "El Xoc de civilitzacions", Huntington prediu que els principals actors polítics del segle xxi seran les civilitzacions en lloc dels estats nació. Més recentment, va adquirir l'atenció general per considerar que la immigració actual que es desplaça des d'Amèrica llatina cap als Estats Units constitueix una amenaça a la identitat nacional d'aquest país.
El matemàtic i dissident de la SIDA, Serge Lang va realitzar una campanya, reeixida, per evitar que Huntington fos elegit membre de l'Acadèmia Nacional de Ciències nord-americana, acusant-lo d'usar incorrectament les matemàtiques.

## El xoc de civilitzacions
El 1993, Huntington va encendre un important debat sobre relacions internacionals amb la publicació d'un article extremadament influent i comunament citat intitulat "El xoc de civilitzacions?" (l'original es deia en anglès "The Clash of Civilizations?") a la revista Foreign Affairs. Amb freqüència, aquest article s'ha comparat amb la visió expressada per Francis Fukuyama a "El final de la Història i l'últim home". Posteriorment, Huntington va expandir aquest treball en un llibre complet, publicat l'any 1996, intitulat "El xoc de civilitzacionsi la reconfiguració de l'ordre mundial" (l'original en anglès "The Clash of Civilizations and the Remaking of the World Order"). L'article i el llibre plantegen una teoria d'un futur món format per múltiples civilitzacions que entraran en conflicte per prendre el control dels recursos naturals i econòmics de la Terra. En els seus escrits, critica tant al comportament occidental com el "no-occidental", acusant ambdós d'hipòcrites ocasionals i d'estar centrats només en ells. Huntington també adverteix que les nacions occidentals podrien perdre el seu predomini mundial si no reconeixen la naturalesa d'aquesta tensió latent.
Els crítics opinen que aquest treball és una manera encoberta de fer legítima l'agressió vers als països del Tercer Món per part d'un l'occident liderat pels Estats Units, per tal d'impedir que les regions subdesenvolupades i en via de desenvolupament assoleixin el nivell econòmic dels països rics. Tanmateix, Huntington també ha argumentat que aquest canvi en l'estructura geopolítica requereix que Occident s'enforteixi internament, abandonant l'universalisme democràtic i l'incessant intervencionisme.
És interessant comparar a Huntington, la seva teoria sobre les civilitzacions i la seva influència sobre els creadors de polítiques al Pentàgon i l'Administració dels Estats Units, amb A. J. Toynbee i la seva teoria, que es basa fortament en la religió i ha rebut crítiques similars.

## Qui sóc i immigració
El llibre més recent de Huntington, "Qui som: Els desafiaments a la identitat nacional americana" (en anglès "Who Are We: The Challenges to America's National Identity"), va ser publicat el maig del 2004. La discussió se centra en la identitat nacional americana i la possible amenaça que constitueix la immigració llatinoamericana a gran escala, que segons l'autor podria "dividir els Estats Units en dos pobles, dues cultures i dos llenguatges". De la mateixa forma com "El xoc de civilitzacions", aquest llibre ha creat controvèrsia, i alguns han acusat a Huntington de xenofòbia per afirmar que els Estats Units han estat històricament un país de cultura protestant anglosaxona.
Se l'ha acusat de presentar una actitud etnocentrista o racista vers a la immigració, argumentant que els valors mexicans (per exemple "la manca d'ambició" i "l'acceptació de la pobresa com a virtut necessària per entrar al Cel") són incompatibles amb els ideals anglo-protestants (dels quals esmenta el cristianisme, el compromís religiós i l'ètica de treball protestant). Més encara, Huntington assevera que aquesta introducció de nous valors atempta contra el somni americà, que segons les seves paraules és el "somni creat per una societat anglo-protestant"i agregà que els mexicanoamericans poden "participar en aquest somni i aquesta societat només si somien en anglès".

## Principals obres
- The Soldier and the State: The Theory and Politics of Civil-Military Relations (1957)
- The Common Defense: Strategic Programs in National Politics (1961)
- Political Order in Changing Societies (1968)
- The Crisis of Democracy: On the Governability of Democracies (1976)
- No Easy Choice: Political Participation in Developing Countries, amb Joan M. Nelson (Harvard University Press, 1976)
- American Politics: The Promise of Disharmony (1981)
- The Third Wave: Democratization in the Late Twentieth Century (1991)
- The Clash of Civilizations and the Remaking of World Order (1996)
  - El xoc de civilitzacions i el nou ordre mundial, traducció de Dolors Udina (Proa, 2006)[3]
- Culture Matters: How Values Shape Human Progress (2000)
- Who Are We? The Challenges to America's National Identity (2004)
  - Qui sóc? Els desafiaments a la identitat nacional nord-americana